# 福原由莉奈
福原由莉奈（8月21日—）是日本的女性聲優，岡山縣津山市出身。曾隸屬於Production Ace，現為自由身。

## 人物
日本工學院專門學校畢業。在學期間曾擔任節目明、惠的Dream Dream Party的助手。
動畫出道作為2011年7月播放的動畫《R-15》中的鳴唐吹音。

## 演出作品
※粗體字為主要角色。

### 電視動畫
2011年
- R-15（鳴唐吹音[3]）

### 遊戲
- Princess Production（月見里千佐[4]）

### 廣播節目
- 明、惠的Dream Dream Party[2]

### 舞台
- Ani★Yume東京·惠比壽 AMG會館定期公演（UnitE常規演出：2010年6月26日－2010年9月25日）
- Ani★Yume♡R-15東京·惠比壽 AMG會館定期公演（常規演出：2011年4月30日－）[5]

### 音樂CD
- 電視動畫「R-15」片尾曲 「片尾曲HIRAMEKI！ピース(≧▽≦)v}」R-15♡（合田彩、村上圓、福原由莉奈、柏山奈奈美、積田加代子、小松真奈、村井理沙子、月宮美鳥）[6]
- 電視動畫「R-15」片頭曲「片尾曲マジヤバもーそうLOVE♥}}」R-15♡（合田彩、村上圓、福原由莉奈、柏山奈奈美、積田加代子、小松真奈、村井理沙子、月宮美鳥）[7]

## 外部連結
- 事務所官方簡歷（到2013年4月8日為止）